# Portretul contelui Stanislas Potocki
Portretul contelui Stanislas Potocki (în franceză Portrait du comte Stanislas Potocki) este o pictură în ulei realizată în anul 1780 de pictorul francez Jacques-Louis David. În tablou este reprezentat contele Stanisław Kostka Potocki - patron al artelor, om politic și scriitor polonez. 
Tabloul este expus în prezent la muzeul din Palatul Wilanów din Varșovia (în poloneză Muzeum Pałac w Wilanowie).

## Istoric
Opera a fost realizată la Roma, unde artistul și contele s-au întâlnit în timpul șederii pictorului la Villa Medici după ce acesta câștigase premiul pentru pictură la concursul Prix de Rome, și se află cronologic după Saint Roch interceding with the Virgin for the Plague-Stricken și înainte de Belizarie cerșind. Formatul său ecvestru se datorează influenței lui Rubens.
Primul proprietar al tabloului a fost contele Potocki (care l-a expus în palatul de la Wilanów) înainte de a trece în proprietatea familiei Branicki în 1892. În timpul celui de-al Doilea Război Mondial, el a fost furat de forțele militare germane, apoi a trecut în mâinile Rusiei Sovietice după război, fiind repatriat statului polonez abia în 1956. El este expus în prezent în muzeul din Palatul Wilanów din Varșovia.